# Jan Alfons Keustermans

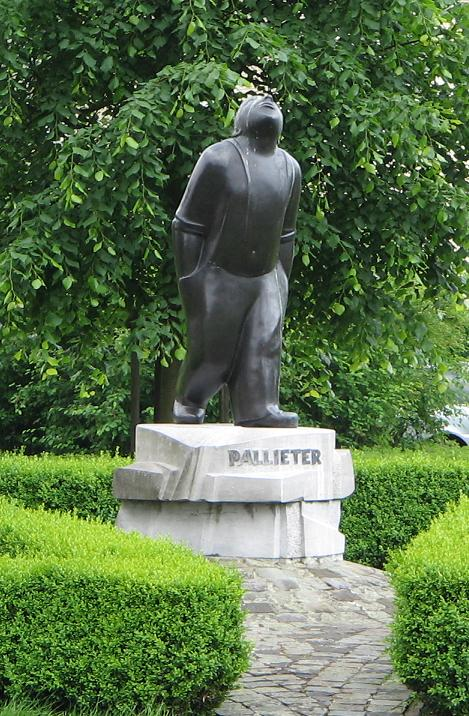
Beeld van Pallieter te Lier.

Jan Alfons Keustermans (6 mei 1940) is een Belgische beeldhouwer, tekenaar en medailleur.
In 1964 werd hij laureaat van het Nationaal Hoger Instituut voor Schone Kunsten te Antwerpen, afdeling Beeldhouwen. Hij ontwierp in 1997 het profiel van Koning Albert II voor de Belgische euromunt, wat werd uitgevoerd sinds 2002 met een omgekeerd profiel.
Van 1986 tot 2000 was hij directeur aan de Stedelijke Academie voor Schone kunsten te Turnhout.
Hij staat niet alleen bekend voor zijn beeldhouwwerken die verspreid staan over België, maar dus ook vooral voor zijn medailles die niet alleen in België werden tentoongesteld, maar ook op verscheidene plaatsen in Europa.
Een van zijn werken is een beeld van de Lierse held Pallieter, te Lier (België).

Curriculum vitae:
Geboren te Hoboken op 6 mei 1940
Laureaat van het Nationaal Hoger Instituut voor Schone Kunsten te Antwerpen
behaalde prijzen:
Aan de academie:
- Prijs Mistler 1958
- Prijs Jussiant 1959
- Prijs T. Van Lerius voor beeldhouwen 1960

Aan het Hoger Instituut:
- Prijs der Solidariteit (Club XII) 1960
- Prijs Janssens de Varebeke 1961
- Prijs M.Oppenheiemer (Club XII) 1962
- Prijs Hendrickx (Club XII) 1963
- Prijs Bugatti 1964
- Prijs van een Dierenliefhebber 1964

Gemeente Mortsel:
- Eerste prijs voor het ontwerpen van een beeldhouwwerk voor de vijver van het gemeentehuis.

Ministerie van Financiën:
- Laureaat nationale wedstrijd Euromunten, nationale zijde beeldenaar Z.H. Koning Albert II, 1997

Zelfstandig statuut sinds 1969
- Leraar kunstonderwijs 1971-1986, atelier Beeldhouwkunst
- Directeur aan de Stedelijke Academie voor Schone Kunsten te Turnhout van 1986 tot 2000

Sinds 1982 Medailleur
- ongeveer 850 uitvoeringen, waarvan een groot aantal staatsieportretten

Opbouw persoonlijk werk in brons, marmer, arduin, graniet, polyester, hout en plaaster.